# Kanamari
I Kanamari  sono un gruppo etnico del Brasile che ha una popolazione stimata in 1.654 individui (2006).

## Lingua
Parlano la lingua Kanamari, lingua che appartiene alla famiglia linguistica Katukina. Si auto-identificano con il termine tukuna che significa "persone", termine che utilizzano anche per indicare gli altri popoli indigeni le cui lingue appartengono alla famiglia linguistica Katukina.

## Insediamenti
Vivono nello stato brasiliano di Amazonas. Originariamente vivevano nelle zone degli affluenti del fiume Juruá e nelle zone dei fiumi Itaquaí, Javari e Japurá. Oggi vivono in varie riserve indigene: nella riserva indigena Vale do Javari, sui fiumi Curuçá, Javari, Itaquaí e Jutaí, nella riserva indigena Mawetek, una zona comprendente gli affluenti sinistri del fiume Juruá, nell'area indigena Kanamari, nei pressi degli affluenti destri dello Juruá, vicino alla città di Eirunepé,  e nelle aree di Maraã e Parana do Paricá, nei pressi del fiume Japurá. Altri 60 Kanamri vivono nella zona di Umariaçú, sul fiume Solimões, un'area in cui sono stanziati anche dei Ticuna. Sono strettamente correlati agli altri due gruppi Katukina, i Katukina do Rio Biá e i Tsohom-dyapa.